# Louis-Balthazar Néel
Louis-Balthazar Néel est un écrivain, né à Rouen en 1695 et mort en 1754.

## Œuvres
Il a laissé les ouvrages suivants : 
- Voyage de Paris à St-Cloud par mer et retour par terre, 1751, écrit burlesque souvent réimprimé;
- Histoire du maréchal de Saxe, 1752;
- Histoire de Louis, duc d’Orléans, fils du Régent, 1753.

## Source
Cet article comprend des extraits du Dictionnaire Bouillet. Il est possible de supprimer cette indication, si le texte reflète le savoir actuel sur ce thème, si les sources sont citées, s'il satisfait aux exigences linguistiques actuelles et s'il ne contient pas de propos qui vont à l'encontre des règles de neutralité de Wikipédia.